# Horaga onyxitis
Horaga onyxitis är en fjärilsart som beskrevs av Hans Fruhstorfer 1914. Horaga onyxitis ingår i släktet Horaga och familjen juvelvingar. Inga underarter finns listade i Catalogue of Life.